# محمد المسيند
محمد المسيند مواليد 19 يوليو 1994 في الأحساء، السعودية، هو لاعب كرة قدم سعودي.
لعب سابقاً لنادي هجر و نادي الجبيل.

## روابط خارجية
- محمد المسيند على موقع Soccerway.com (الإنجليزية)